# Kargınkürü, Dalaman
Kargınkürü là một xã thuộc huyện Dalaman, tỉnh Muğla, Thổ Nhĩ Kỳ. Dân số thời điểm năm 2011 là 1.062 người.